# Ростислав Мстиславич (сын Мстислава Давыдовича)
Ростислав Мстиславич (?—после 1240) — князь Смоленский (после 1240).

## Сын Мстислава Романовича и сын Мстислава Давыдовича
Согласно Воскресенской летописи, занявший в 1239 году Киев князь Ростислав Мстиславич был сыном Мстислава Давыдовича, Согласно исследованиям, он был сыном Мстислава Романовича Старого. Ростислав Борисович по крестильному имени отца (Мстислава Старого) упомянут в связи с киевским съездом 1231 года. В то же время родоначальником смоленских князей XIII—XIV веков был Ростислав Мстиславич (сын Мстислава Давыдовича).
Войтович В. Л. признаёт существование одного Ростислава Мстиславича (как сына Мстислава Романовича), считая его родоначальником смоленских князей XIII—XIV вв.

## Семья и дети
Жена — неизвестна.
Дети:
- Глеб Ростиславич (князь смоленский) (ум. 1278) — князь Смоленский (до 1278).
- Михаил Ростиславич (князь смоленский) (ум. после 1279) — князь Мстиславский (1260—1278), Смоленский (1278—1279).
- Фёдор Ростиславич Чёрный (ум. 1299) — князь можайский (1250—1299), Смоленский (1279—1281), Ярославский (1293—1299).
- Константин Ростиславич

- Ростислав Мстиславич (1167
  - Роман Ростиславич (1180)
    - Ярополк Романович (после 1180)
    - Мстислав Старый (1223)
      - Святополк Мстиславич
      - Изяслав (князь киевский, XIII век)
      - Ростислав Мстиславич (сын Мстислава Романовича)
      - Всеволод Мстиславич (князь смоленский)

  - Рюрик Ростиславич (1210)
    - Ростислав Рюрикович (1218)
    - Владимир Рюрикович (1239)
      - Ростислав Владимирович (князь овручский)

  - Давыд Ростиславич (1197)
    - Изяслав Давыдович (сын Давыда Ростиславича) (после 1184)
    - Мстислав Давыдович (князь новгородский) (1187)
    - Константин Давыдович (смоленский князь) (1217/18)
    - Мстислав Давыдович (князь смоленский) (1230)
      - Ростислав Мстиславич (сын Мстислава Давыдовича)

  - Мстислав Ростиславич Храбрый (1180)
    - Мстислав Удатный (1228)
      - Мстислав
      - Ярослав
      - Изяслав Мстиславич (князь торческий)

    - Владимир Мстиславич (князь псковский) (после 1226)
      - Ярослав Владимирович (князь псковский)

    - Давыд Мстиславич (1226)